# 류아이링
류아이링(중국어 간체자: 刘爱玲, 정체자: 劉愛玲, 병음: Liú Àilíng, 1967년 6월 2일 ~ )은 중국의 전직 여자 축구 선수이다. 선수 시절에 플레이메이킹 미드필더로 이름을 알렸으며 일본과 미국에서 프로 축구 선수로 활동했다.

## 클럽 경력
내몽골 자치구 바오터우시에서 태어난 류아이링은 어린 시절에 농구와 육상에 뛰어났으나 17세가 될 때까지 축구를 하지 않았다. 그 이유는 류아이링의 부모가 처음에 자신의 딸이 남성적인 스포츠라고 생각하던 축구를 하는 것을 꺼렸기 때문이다.
류아이링은 1985년 12월 7일에 상루이화가 감독을 맡고 있던 베이징 여자 축구단에 입단하면서 데뷔했고 1987년 6월 5일에는 중국 여자 축구 국가대표팀 선수로 발탁되었다. 1987년에 열린 중화인민공화국 전국운동회에서는 베이징 여자 축구단의 우승에 기여했고 1988년부터 1992년까지 베이징 여자 축구단의 전국 여자 축구 선수권 대회 우승에 기여했다. 1994년에는 일본 여자 축구 2부 리그에 소속되어 있던 여자 축구 클럽인 타사키 페룰레 FC로 이적했다. 그는 첫 시즌에서 팀의 승격을 도왔고 1997년까지 클럽에 남아있었다.
류아이링은 2000년 미국 여자 프로 축구 리그(WUSA) 드래프트 1라운드에서 중국 여자 축구 국가대표팀 동료 선수였던 쑨원에 이어 2위로 지명되었고 필라델피아 차지에 합류하게 된다. 중국에서 너무 오랫동안 훈련 캠프에 있었기 때문에 요리를 배우지 못했던 그는 미국에서 문화 충격을 경험했고 슈퍼마켓에서 생과일과 야채만 샀다고 한다.
2001년 미국 여자 프로 축구 리그 정규 시즌에서 팀을 이끌었던 34세의 베테랑 선수인 류아이링은 10골, 22포인트를 기록하여 성공을 거두었다. 그는 2주 연속으로 WUSA 이 주의 선수상을 수상한 최초의 여자 축구 선수이고 같은 상을 3번이나 수상한 최초의 여자 축구 선수이기도 하다. 마크 크리코리언 수석 코치는 류아이링에 대해 "그는 세계에서 가장 훌륭한 중앙 미드필더 가운데 한 명이다."라고 평가했다. 2002년 정규 시즌에서는 20경기(11경기는 선발 출전)에 출전했으나 2골 2도움을 기록하며 덜 효과적이었다. 그는 2002년 12월에 시즌 종료와 함께 은퇴하게 된다.

## 국가대표 경력
류아이링은 중국에서 열린 1991년 FIFA 여자 월드컵에서 4경기에 모두 선발 출전했다. 중국은 스웨덴에 0-1로 패배하기 전까지 8강전에 진출했다. 특히 1991년 11월 16일에 열린 노르웨이와의 첫 FIFA 여자 월드컵 조별 예선 경기에서는 2골을 기록하여 중국의 4-0 승리에 기여했다. 또한 미국 버펄로에서 열린 1993년 하계 유니버시아드에서 중국의 여자 축구 금메달에 기여했다. 스웨덴에서 열린 1995년 FIFA 여자 월드컵에서는 중국이 4위를 차지하는 데에 기여했다.
류아이링은 미국 애틀랜타에서 열린 1996년 하계 올림픽에서 5경기에 모두 출전하여 중국의 은메달에 기여했다. 특히 덴마크와의 조별 예선 경기에서는 중국의 2번째 골을 기록하여 중국의 5-1 승리에 기여했다. 또한 중국 베이징에서 열린 1990년 아시안 게임, 일본 히로시마에서 열린 1994년 아시안 게임, 태국 방콕에서 열린 1998년 아시안 게임에서 중국의 여자 축구 금메달에 기여했다.
류아이링은 중국에서 열린 1997년 AFC 여자 축구 선수권 대회에서 중국의 우승에 기여하여 대회 MVP로 선정되는 영예를 안았다. 특히 중화 타이베이와의 준결승전 경기에서는 4골을 넣어 중국의 10-0 대승에 기여했고 조선민주주의인민공화국과의 결승전 경기에서는 2골을 넣어 중국의 2-0 승리에 기여했다.
류아이링은 미국에서 열린 1999년 FIFA 여자 월드컵에서 중국의 준우승에 기여했고 16인 올스타 팀에 선정되는 영예를 안았다. 특히 스웨덴과의 조별 예선 경기에서 2-1 결승골을 넣었고 노르웨이와의 준결승전에서 2골을 추가해 중국의 5-0 승리를 견인했다. 중국은 미국과의 경기에서 연장전까지 0-0으로 끝난 상황에서 승부차기에 돌입했으나 미국에 4-5 패배를 기록했다. 오스트레일리아 시드니에서 열린 2000년 하계 올림픽에서는 3경기에 모두 출전했으나 중국은 조별 예선에서 탈락했다.
류아이링은 2001년에 국가대표팀에서 은퇴할 때까지 173경기에 출전했고 2003년에 베이징 축구 협회 부비서장으로 임명되었다. 중국 여자 축구 국가대표팀은 류아이링, 쑨원, 자오리훙과 같은 영향력 있는 선수들이 은퇴한 이후에 급격한 쇠퇴에 빠졌다. 특히 그리스 아테네에서 열린 2004년 하계 올림픽에서는 독일과의 조별 예선 경기에서 0-8 대패를 당했다. 2007년 6월에는 베이징에서 유일한 여자 축구 학교를 운영한 사실이 확인되었으나 관심 부족으로 문을 닫았다.